# Glodianus longicauda
Glodianus longicauda là một loài tò vò trong họ Ichneumonidae.